# Otagohalvön

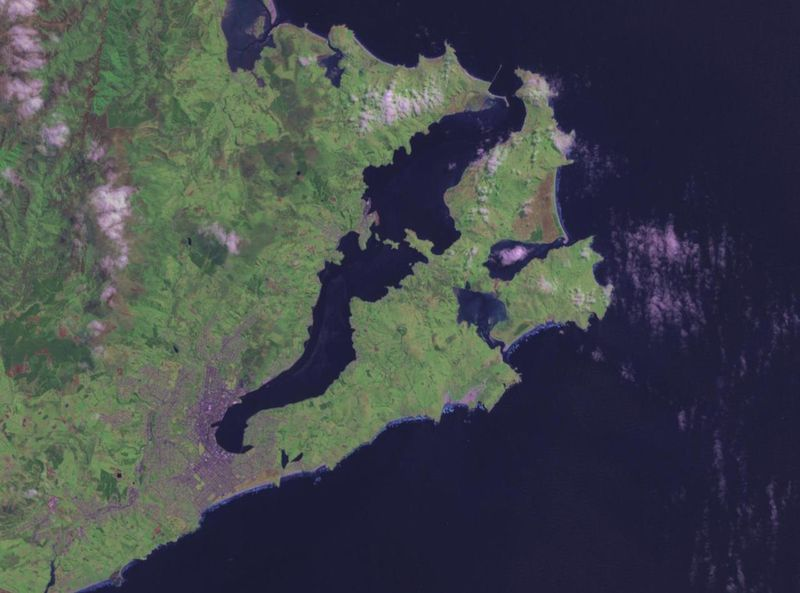
Satellitbild från NASA av Otagohalvön. Den skiljs från fastlandet av den djupa viken Otago Harbour och längst in i viken syns staden Dunedin.

Otagohalvön ligger på den östra sidan av den nyzeeländska Sydön. Det är en lång, ojämnt formad landremsa och utgör de åt öster längst belägna delarna av Dunedin. Ursprunget till halvön är vulkaniskt och väggarna från en kollapsade krater bildar nu Otago Harbour. Halvön ligger öster om Otago Harbour och löper parallellt med fastlandet i 30 km. Det största avståndet mellan dessa uppgår som mest till 12 km. Förbindelsen med fastlandet utgörs endast av en smal landremsa, inte mycket mera än en kilometer bred, i sydväst. 
Dunedins yterområden sträcker sig in på den sydvästra delen av halvön, men merparten är glest befolkad och utgörs till stora delar av betesmark. Halvön är hemvist åt många djurarter, främst sjöfåglar, och ekoturism utgör en allt viktigare del av områdets ekonomi.